# كشدة
كشدة المعروفة بخربة كشدة، هي منطقة فلسطينية مأهولة بالسكان، تقع في جنوب محافظة طوباس، وقعت تحت الاحتلال الإسرائيلي بعد حرب 1967، تُدار بواسطة بلدية طوباس.

## الآثار
موقع أثري، تحتوي على أنقاض أبنية وتل الحمة وهو عبارة عن تل أنقاض به آثار جدران ومدافن منقورة في الصخر، كانت تقوم على هذا التل قرية حمات الكنعانية.

## السكان
بلغ عدد سكان كشدة عام 2017 حوالي (66) نسمة وفق الجهاز المركزي للإحصاء الفلسطيني.